# Laurana Lajolo
Laurana Lajolo (Ancona, 2 novembre 1942) è una scrittrice italiana, figlia di Davide Lajolo.

## Biografia
Docente di filosofia e scienze umane, si occupa di questioni pedagogiche e di sperimentazione didattica, di politica culturale e di valorizzazione dei beni ambientali e culturali. Ha collaborato con il Ministero dell’Istruzione e con le istituzioni scolastiche per corsi di aggiornamento e di formazione degli insegnanti e per attività di ricerca sulla didattica della storia contemporanea. Attualmente collabora con alcune scuole su temi culturali, sociali, ambientali e di storia del territorio.
Ha diretto con Elio Archimede dal 1965 al 1969 I quaderni Nuovi Incontri (Asti Istituto Nuovi Incontri) e dal 1985 al 1987 I quaderni di Ulisse (Asti Centro culturale Davide Lajolo), la rivista culture dal 2001 al 2018 (Asti, Associazione culturale Davide Lajolo onlus), nel 2018 ha iniziato a dirigere la rivista online adlculture.it.
È stata assessore al Comune di Asti con delega all’istruzione, sport, turismo, cultura dal 1975 al 1980, con delega alla cultura e ai servizi demografici dal 1980 al 1982, assessore per le culture, le manifestazione e la comunicazione dal 1995 al 1998.
È stata direttrice dell’Istituto per la storia della Resistenza della provincia di Asti dalla sua istituzione, dal 1984 al 1996. In quel periodo ha diretto la rivista Asti contemporanea. Dal 1993 è stata eletta nel Consiglio direttivo dell'Istituto nazionale Ferruccio Parri (INSMLI), presidente della Commissione didattica nazionale, dal 2000 al 2002 presidente nazionale dell'INSMLI.
È stata componente del Consiglio di Amministrazione della Fondazione (1997-2001) e componente del Consiglio di indirizzo della Fondazione CRA (2001-2005).
Ha progettato dal 2012 al 2017 la rassegna editoriale Libri in Nizza per il Comune di Nizza Monferrato.
È presidente dell'Associazione culturale Davide Lajolo, fondata nel 1988, anno in cui ha allestito a Vinchio nella ex-sede del Municipio il museo dedicato allo scrittore Davide Lajolo Vinchio è il mio nido, ha progettato Gli itinerari letterari di Davide Lajolo e Bricco di Monte del mare - Il bosco incantato.  Dell'Associazione culturale Davide Lajolo onlus promuove un’intensa attività: ricerche, passeggiate culturali, convegni, conferenze, pubblicazioni, festival del paesaggio agrario, cd,  video, teatro, attività didattica. Ha ideato le riviste culture (2001-2018) e dal 2018 la rivista online adlculture.it. 
È direttrice dal 2001 de Quaderno di storia contemporanea dell'Istituto per la storia della Resistenza della provincia di Alessandria, collabora ad alcune riviste. È nel Comitato scientifico degli Istituti per la storia della resistenza di Alessandria e di Asti.
Ha una rubrica settimanale su La Stampa. Collabora con alcune riviste, tra cui Il Platano, Il presente e la storia dell'Istituto per la storia della Resistenza di Cuneo, Patria di ANPI, Astigiani.
Tra le sue opere Brofferio l’oppositore (1967); Gramsci un uomo sconfitto (1980), da cui ha tratto nel 2017 il testo teatrale Antonio Gramsci. Prigioniero”; Mammissima – Cronaca tra ragione e amore di una donna e di una bambina (1983); Volontà di futuro (1989); La strana fabbrica (1988); La guerra non finisce mai –Diario di prigionia di un giovane contadino (1993); I ribelli di Santa Libera – Storia di un'insurrezione partigiana – agosto 1946 (1995); I luoghi di Davide Lajolo – Itinerari letterari (Regione Piemonte, 1997), il romanzo di memorie contadine Catterina (2002); L’esperienza del tempo. Memoria e insegnamento della storia (2003); Socrate e gli altri. Racconti di gatti, cani e casi della vita (Boves – CN, Araba Fenice 2006); Passeggiando con Pavese, Lajolo, Fenoglio (ADL 2006), da cui ha tratto il docufilm Terra di scrittori con la regia di Silvio Ciuccetti (Torino SGI 2014); Angelo Brofferio e l’unità incompiuta (Torino Viglongo (2011), Taccuino sul paesaggio rurale. Le colline del vino Langhe-Roero e Monferrato (ADL 2014).
Ha curato il programma annuale di celebrazione del ventesimo anniversario della morte di Davide Lajolo I filari del mondo: mostre, convegni, conferenze, pubblicazioni (Alessandria Edizioni dell’Orso 2004). 
Ha coordinato la ricerca storico-didattica INSMLI-MPI Memoria e insegnamento della storia contemporanea (1999-2002) e ha curato la pubblicazione relativa, uscita nei tipi dei Quaderni del MIUR Testimoni di storia. La ricerca. Memoria e insegnamento della storia contemporanea, Istituto Statale di istruzione secondaria “Vittoria Colonna”, Roma, 2004. 
Ha scritto, tra gli altri, saggi su Beppe Fenoglio, Nuto Revelli e Lidia Rolfi Beccaria e introduzioni a ristampe di libri di Davide Lajolo.
Ha coordinato la ricerca didattica sugli archivi scolastici della provincia di Asti e ha curato la pubblicazione Scuola e società. Archivi scolastici e ricerca didattica (Asti, Diffusione Immagine, 2005). Ha curato la raccolta di testimonianze Gli anziani raccontano: luoghi ed eventi di Asti nel Novecento (Torino, EGA 2007)  e con Massimo Tornabene,  Memorie dal manicomio. L’ospedale psichiatrico di Collegno a trent’anni dalla 180, (Boves Cn, Araba fenice, 2008),  Felice Platone. Il sindaco della Liberazione – L’attività amministrativa ad Asti dal 1945 al 1951, (Israt, 2014).
È coautrice di Lina Borgo Guenna. Un’esperienza educativa laica, (Asti Israt 2009).
È curatrice di Gli uomini e la Terra. Il patrimonio economico, ambientale e culturale del paesaggio agrario (Torino, Daniela Piazza editore, 2010), di Valorizzare un patrimonio Unesco, (MIBAC 2016).
Nel 2016 ha allestito a Palazzo Crova di Nizza Monferrato (At) Art ‘900 - Collezione di Davide Lajolo esponendo 100 opere di autori contemporanei in collaborazione con l’Amministrazione comunale a ingresso gratuito. Nelle sale di esposizione allestisce mostre temporanee. Nel 2018 ha curato la riedizione artistica dell’ultimo libro di Davide Lajolo Gli uomini dell’arcobaleno (Milano Editoriale Giorgio Mondadori) con la riproduzione delle opere esposte.

## Premi
Nel 2016 ha ricevuto il Premio N’amis del me pais dell'Associazione L'Erca di Nizza Monferrato e nel 2017 l'Ordine di S. Secondo per l'attività amministrativa e culturale a favore della città dall'Amministrazione comunale di Asti.

## Opere principali
- Gramsci: un uomo sconfitto, prefazione di Umberto Terracini, Milano, Rizzoli, 1980; riedito nella Biblioteca Universale Rizzoli nel 1981; tradotto in portoghese col titolo Antonio Gramsci: uma vida, Sao Paulo, Editora Brasiliense, 1982
- Mammissima: cronaca tra amore e ragione di una donna e di una bambina, Milano, Rizzoli, 1983
- Volonta di futuro: rilettura attuale di Gramsci, Roma, Edizione Associate, 1989
- La guerra non finisce mai: diario di prigionia di un giovane contadino: una scheggia di storia: colloquio con Nuto Revelli, Torino, Edizioni Gruppo Abele, 1993
- I ribelli di Santa Libera: storia di un'insurrezione partigiana: agosto 1946, Torino, Edizioni Gruppo Abele, 1995
- I luoghi di Lajolo: itinerari letterari, Torino, premio Grinzane Cavour parco culturale, 1997
- Catterina, Acqui Terme, EIG, 2002
- Socrate e gli altri: racconti di gatti, cani e casi della vita, Boves, Araba Fenice, 2006
- Angelo Brofferio e l'Unità incompiuta: la biografia intellettuale di un democratico nel Risorgimento, Torino, Viglongo, 2011
- Felice Platone: il sindaco della Liberazione: l'attività amministrativa ad Asti dal 1945 al 1951, Asti, ISRAT, 2014